# ‘Emeq HaEla
‘Emeq HaEla (hebreiska: עמק האלה) är en dal i Israel.   Den ligger i distriktet Jerusalem, i den centrala delen av landet.